# Byllye Williams
Byllye Williams  (* 13. April 1922 in Dowagiac, Michigan als Byllye Elizabeth Blassengame, verheiratete Byllye Laskaitis; † 4. November 1958 in Chicago, Illinois, Vereinigte Staaten) war eine US-amerikanische Jazzsängerin und Pianistin.

## Leben
Byllye Williams wuchs zeitweise in Chicago und in ihrer Geburtsstadt auf. Ihr Vater war Prediger; erste musikalische Erfahrungen sammelte sie mit Gospelmusik in Kirchen. Ihre Musikerkarriere begann sie Ende 1940 in Chicago als Byllye B. Williams. In den 1940er Jahren trat sie als Pianistin und Sängerin in den Nachtclubs von Chicago mit einer Mischung aus Piano-Barmusik, Pop-Stücken, Jazz und Blues auf, zunächst Anfang 1941 in Fay's Rose Bowl (655 East 43rd), wo sie als Bluessängerin herausgestellt wurde, dann im Piccadilly Inn (3652 Indiana) als „sensational torch singer“ und „eine der führenden Vokalisten der Stadt“ beworben. Der Chicago Defender beschrieb sie als „eine der großartigsten Pianisten und Song-Stilisten der Stadt.“  Nach einem längeren Engagement in Millie's Cocktail Lounge  und der Flame Lounge (3020 Indiana) entstanden 1947 erste Aufnahmen für das kurzlebige Label Opera, die später von Savoy veröffentlicht wurden.
Sie wurde Anfang der 1950er Jahre durch ihre Aufnahmen für das Label Theron  bekannt, wie „Salty Simple Fool“, und sie gastierte weiter in bekannten Clubs der Stadt. Williams trat 1953 auch unter ihrem Spitznamen „Jet“ auf; in diesem Jahr spielte sie in Begleitung der Leon Washington's All Stars ihre Komposition  „I'm So Lucky“ ein. Nach einer Erkrankung Mitte 1957 musste sie im April 1958 ihre Karriere beenden; sie starb im November 1958 an Gebärmutterhalskrebs.